# جايسون ويليام (ممثل)
جايسون ويليام (بالإنجليزية: Jason Hale)‏ هو ممثل أمريكي، ولد في 3 يوليو 1971 في ألينتاون في الولايات المتحدة.

## وصلات خارجية
- جايسون ويليام على موقع IMDb (الإنجليزية)
- جايسون ويليام على موقع كينوبويسك (الروسية)